# Comuna Kacealî, Borodeanka
Kacealî (în ucraineană Качали) este o comună în raionul Borodeanka, regiunea Kiev, Ucraina, formată din satele Halînka, Kacealî (reședința), Stara Buda, Torfeane și Volîțea.

## Demografie
Componența lingvistică a comunei Kacealî
     Ucraineană (97,06%)
     Rusă (2,65%)
Conform recensământului din 2001, majoritatea populației comunei Kacealî era vorbitoare de ucraineană (97,06%), existând în minoritate și vorbitori de rusă (2,65%).